# Janvier 1815

## Événements

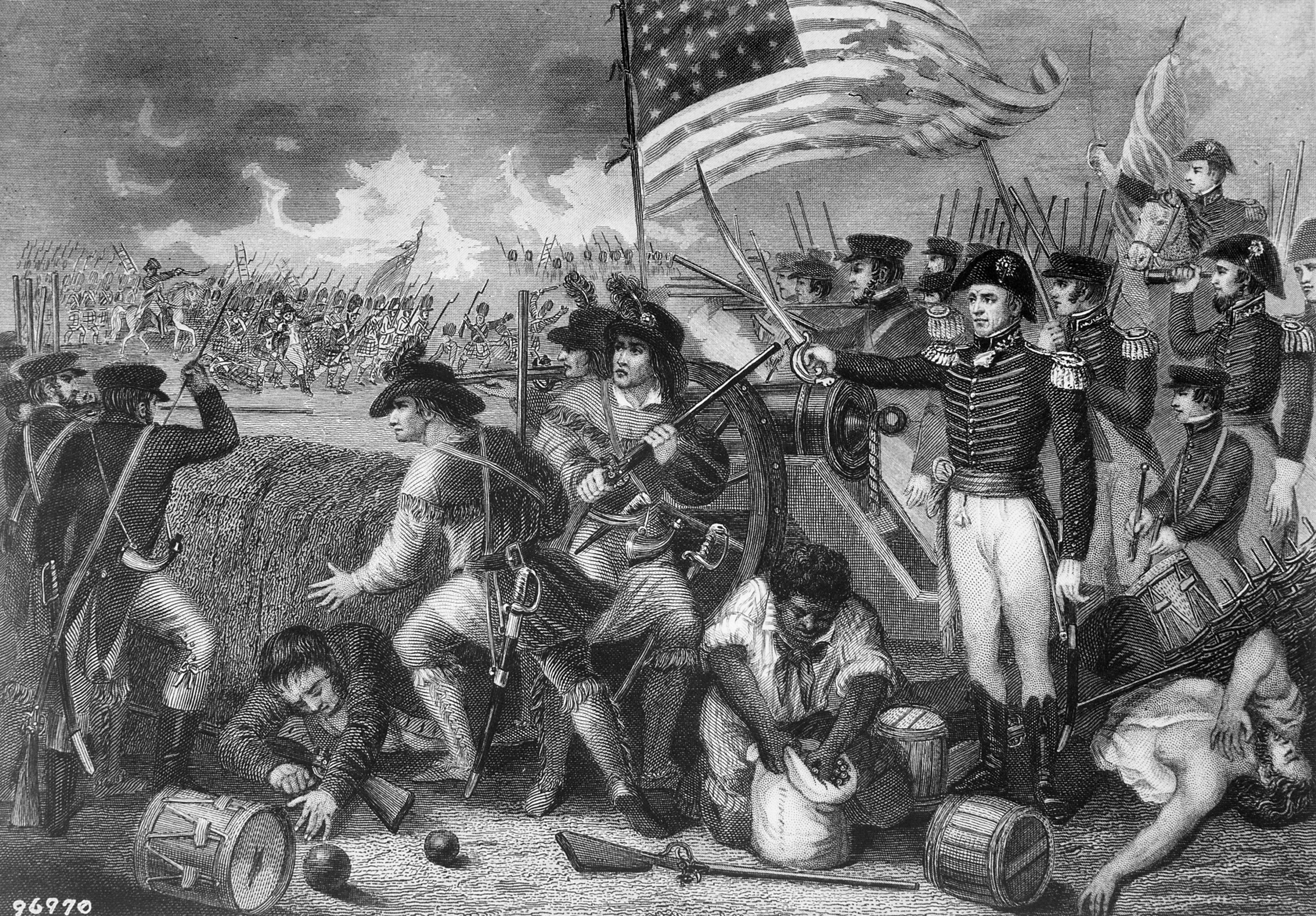
8 janvier : bataille de La Nouvelle-Orléans.

- 3 janvier : le Royaume-Uni, la France et l’Autriche signent à Vienne un traité secret d’alliance qui garantit le rétablissements dans leurs droits des anciennes dynasties régnantes[1].

- 8 janvier, Guerre de 1812 (États-Unis) : bataille de La Nouvelle-Orléans[2]. L'assaut sur La Nouvelle-Orléans est lancé le matin, mais les Britanniques ont oublié les échelles et le matériel du génie nécessaire pour franchir un canal et escalader des fortifications. Pris sous le feu de l'artillerie américaine, l'assaut principal est repoussé avec de lourdes pertes pour les Britanniques. Le major général britannique Pakenham est mortellement blessé au cours du combat. Un assaut complémentaire sur la rive ouest du Mississippi a plus de succès, mais les Britanniques décident d'abandonner la position, qu'ils craignent de ne pouvoir tenir après la défaite de leurs forces principales sur l'autre rive.

- 9 - 18 janvier, Guerre de 1812 : les Britanniques n'arrivent pas à passer Fort Philip, sur le Mississippi, près de Triomphe (Louisiane), au sud-est de La Nouvelle-Orléans.

- 10 janvier :
  - Arabie : les Wahhabites sont battus par les Égyptiens Koulakh, près de Gonfodah. Méhémet Ali les contraint à la paix[3].
  - Victoire des indépendantistes à la bataille de Guayabos en Uruguay : Montevideo est évacué par les troupes centralistes de Buenos Aires le 15 février[4].

- 13 - 15 janvier, Guerre de 1812 : les Britanniques capturent Saint Marys (Géorgie).

- 15 janvier, Guerre de 1812 : quatre frégates britanniques capturent la frégate américaine l'USS President au large de New York Harbor[5].

## Naissances
- 18 janvier : Warren de la Rue (mort en 1889), astronome et chimiste britannique.
- 21 janvier : Horace Wells (mort en 1848), dentiste américain.